# 谢尔盖·列舍托夫
谢尔盖·尼基托维奇·列舍托夫（俄语：Сергей Никитович Решетов，1923年3月28日—2019年12月4日），俄罗斯二战老兵。1945年获得苏联英雄称号。

## 生平
1923年生于斯摩棱斯克省列申基村。1941年苏德战争爆发后，于1942年上前线战斗。曾担任乌克兰第3方面军第57集团军第233步兵师第703步兵团连长。1944年11月10日，他率领连队强渡位于南斯拉夫阿帕廷市西北方的多瑙河，攻占桥头堡并进行防御。他因为熟练的指挥能力和勇于牺牲的精神，在1945年3月28日生日那天被授予苏联英雄称号、金星奖章和列宁勋章。
二战结束后继续在部队服役。1949年从基洛夫高等海军学校毕业后，在塞瓦斯托波尔的黑海舰队服役。1976年退役后在全苏大西洋协会工作。
1997年移居莫斯科。2019年12月4日去世。葬于特罗耶库罗夫公墓。
获一级卫国战争勋章、红星勋章、三级在苏联武装力量中为祖国服务勋章各一枚，奖章多枚。